# Wells Fargo Center (Denver)
Pour les articles homonymes, voir Wells Fargo Center.
Le Wells Fargo Center est un gratte-ciel situé à Denver dans le Colorado aux États-Unis.
Le bâtiment de 52 niveaux fait 213 mètres de haut mais il n'en est pas pour autant le plus grand de Denver. Il arrive en effet en troisième position après le Republic Plaza (217,6 mètres) et le 1801 California Street building de la compagnie Qwest Communications qui atteint 216 mètres de haut. Pourtant, situé au sommet d'une colline, il paraît plus élevé que les autres.
Dessiné par l'architecte Philip Johnson et terminé en 1983, il s'agit du bâtiment le plus reconnaissable du quartier des affaires de Denver. Son toit arrondi est chauffé en hiver pour éviter que des blocs de neige ne tombent dangereusement. Un pont relie le bâtiment au building du 1700 Broadway tout en traversant la Lincoln Street.